# Anigraea rubida
Anigraea rubida är en fjärilsart som beskrevs av Walker 1862. Anigraea rubida ingår i släktet Anigraea och familjen nattflyn. Inga underarter finns listade i Catalogue of Life.